# Habsburg Mária Krisztierna
Ausztriai Mária Krisztierna (németül: Maria Christina von Österreich; Graz, Osztrák Főhercegség, 1574. november 10. – Hall in Tirol, Osztrák Főhercegség, 1621. április 6.), Habsburg-házból származó osztrák főhercegnő, aki Báthory Zsigmond hitveseként Erdély fejedelemasszonya 1595 és 1599 között. II. Károly osztrák főherceg leánya, a későbbi II. Ferdinánd német-római császár testvére.
Nagybátyja, II. Rudolf császár 1595-ben ajánlotta a kezét Báthory Zsigmond erdélyi fejedelemnek, aki szakítani kívánt az Oszmán Birodalommal és a császár támogatását kérte. A főhercegnő Erdélyi Fejedelemségbe költözését követően hamar közkedvelt lett barátságos természete, valamint a helyi viszonyok megismerésére mutatott igyekezete okán. Báthoryval való kapcsolata azonban – férje feltételezett homoszexualitása miatt – nem került elhálásra és csak formális maradt. Kapcsolatuk ugyanakkor mindvégig bizalmas maradt, hitvese távollétében ő kormányozta a fejedelemséget is. Miután Báthory 1599 tavaszán lemondott a trónról, Mária Krisztierna visszatért Ausztriába, majd még ezen év nyarán házassága is felbontásra került. Élete utolsó éveit főapátnőként töltötte Hall in Tirolban, 1621-es haláláig. Nem születtek gyermekei.

## Származása

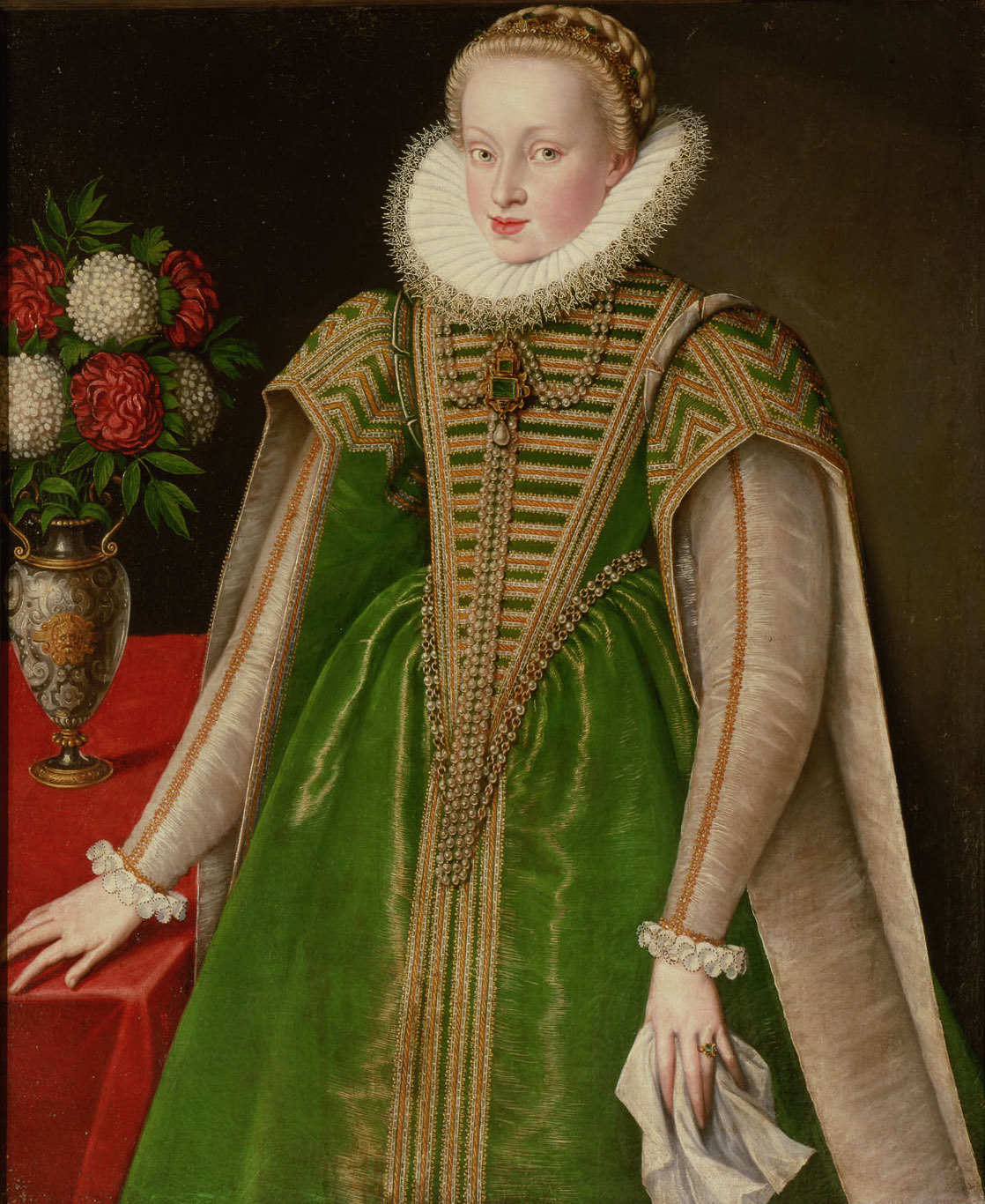
Az ifjú főhercegnő 1592 körül, házasságát megelőzően (ismeretlen festő, Szépművészeti Múzeum, Bécs)

Mária Krisztierna főhercegnő 1574. november 10-én született Grazban, a Habsburg család osztrák ágának tagjaként. Apja II. Károly főherceg, I. Ferdinánd német-római császár és magyar király és Jagelló Anna királyné fia volt. Anyja a Wittelsbach-házból való Bajorországi Mária Anna, aki V. Albert bajor herceg és Ausztriai Anna főhercegnő leánya volt. Szülei közeli rokoni kapcsolatban álltak, apja anyja nagybátyja volt.
A főhercegnő volt szülei tizenöt gyermeke közül a harmadik, egyben a második legidősebb leánygyermek. Felnőttkort megért testvérei között olyan magas rangú személyek vannak, mint Anna vagy Konstancia főhercegnők, akik mind a ketten III. Zsigmond lengyel király hitvesei voltak, továbbá a későbbi II. Ferdinánd német-római császár, Margit spanyol királyné, vagy Mária Magdaléna toszkánai nagyhercegné.
A családi feljegyzések szelíd lelkű, komoly, engedelmes kislányként emlékeznek meg Mária Krisztiernáról. Felnőttkori képén nem a szépsége, inkább tiszta, komoly tekintete, kedves lénye a megragadó. Grazban és Münchenben nevelkedett, kitűnően írt és fogalmazott, ami még a legjobb neveltetésben részesült hölgyek között is kimagaslónak mondható. Latinul is jól tudott, és ennek nagy hasznát vette Erdélyben. Ugyan jobbára szerénynek, visszafogottnak mutatkozott, mégis rendelkezett az uralkodói családban felnőtt hölgyre jellemző magabiztossággal.

## Házassága

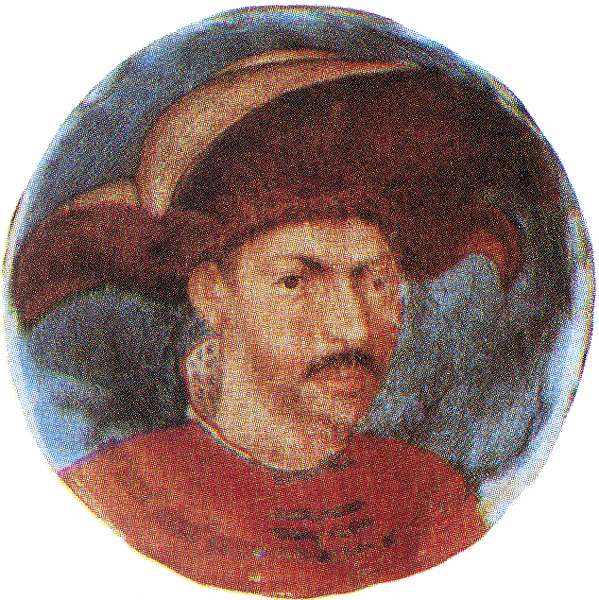
Férje, Báthory Zsigmond erdélyi fejedelem arcképe 1600 körül

Báthory Zsigmond erdélyi fejedelem 1595-ben nagybátyja, Bocskai István tanácsára szakított a Török Portával, és szövetséget kötött a Habsburgokkal. Ugyanebben az évben Bocskai vezetésével erdélyi küldöttség érkezett II. Rudolf német-római császár prágai udvarába a szövetség megkötésére. A szerződésben a felek kölcsönösen megígérték egymásnak, hogy nem kötnek békét a törökkel a másik tudta nélkül, valamint hadianyaggal és katonákkal segítik egymást. Ezenkívül I. Rudolf elismerte Báthory Zsigmond hatalmát, és ezt bizonyítandó ajánlotta fel neki a huszonegy esztendős unokahúga, Mária Krisztierna főhercegnő kezét. A házasság a grazi leánykéréssel és jelképes esküvővel kezdődött. A nagytemplomban a fejedelmet nagybátyja, Bocskai képviselte a vőlegény szerepében. Talán itt szövődött az a bizalmas barátság, amely a későbbiekben Erdélyben is jellemezte a főhercegnő és Bocskai kapcsolatát.
Mária Krisztierna 1595 júliusában indult el Erdélybe a Felvidéken keresztül, nagy kerülővel és hosszú, viszontagságokkal teli úton. A negyven hintóból és fegyveres lovasokból, egyházi személyekből álló menetet édesanyja, Mária Anna kísérte egy darabig. A menyasszony az utazás alatt végig magas láztól szenvedett, „naponként kirázza a hideg, sápadt, egészen megváltozott” az Erdély felé vezető utazás során – írta édesanyja. A súlyos lázas betegség miatt többször kellett kényszerpihenőt tartaniuk Bécsújhelyen és Pozsonyban. Majd a Vág völgyén, Kassán keresztül értek Kolozsvárra július végén, ahol óriási ünnepléssel fogadták a küldöttséget. Az esküvő augusztus 6-án zajlott le, miután a fejedelem néhány nappal korábban egy, a szabadban felállított sátorban ismerkedett meg leendő feleségével.
A kedves, finom, művelt főhercegnőt igen bizalmas viszony fűzte édesanyjához, legalábbis erről tesznek tanúbizonyságot hozzá írott levelei. Neveltetése és édesanyja tanácsai is hozzájárultak ahhoz, hogy nemcsak jó szívvel elfogadta a dinasztia érdekében kötendő házasság tervét, de őszinte, nyitott szívvel közeledett Zsigmondhoz, leendő férjéhez is. Saját levelei szerint meg is szerette a zaklatott lelkivilágú, változékony hangulatú és természetű ifjút. Zsigmonddal kötött házassága azonban súlyos emberi és politikai kudarcba torkollott amiatt, hogy a fejedelem – nem tudjuk pontosan, milyen okból – képtelen volt a házaséletre. Alfonso Carillo atya, Zsigmond gyóntatója és legfőbb tanácsadóinak egyike szerint valamiféle természetbeni fogyatkozás (naturae defectus) lehetett ennek oka. Mivel a megkötött házasság elhálása nem történt meg, az jogi értelemben véve érvénytelenné vált. Ezt később, a válási procedúra idején három belső szobalány is tanúsította, így a válás kimondásához kétség sem férhetett.
Az ország-világra szóló eljegyzésre Somlyóra gyűlt Erdély akkori egész úri világa, itt forgolódott a fejedelmi udvartartás is. Ám a férfiasságát bizonyítani semmiképpen nem tudó fejedelem rövidesen őrjöngve hagyja el a nászházat, hogy szerencsétlen feleségéhez többé még közeledni se merészeljen. A hercegnő életének menete a lehető legszerencsétlenebbül folytatódott: a fejedelem Kővárba záratja, ahol szinte rabként tartják fogva, majd a nagy külföldi és családi benhatásra kijut egy klastromba, ahol apácaként fejezi be életét.
Ő ma bejött hozzám és így szólt: mondanivalója volna számomra. Nem tudja, mi történt vele, hogy az Isten bünteti-e, vagy gonosz emberek átka fogott rajta. Mert azelőtt ő is olyan volt, mint a többi férfi, de most többé nem. […] Megkérdeztem tőle, hogy már korábban is észlelte-e ezt magán, mire azt felelte, hogy nem. Csak a lakodalom előtt három nappal fogott gyanút, de akkor nem gondolta a dolgot komolynak, remélte, hogy elmúlik, többször is bement a templomba és könyörgött, hogy múljék el róla. Ha tudta volna, hogy nem múlik el, nem engedte volna, hogy megeskessenek bennünket.
Írta Mária Krisztierna 1595. december 25-ei levelében. Később beszámolt anyjának arról is, hogy a fejedelem mindenféle varázslatos gyógymódot kipróbált, de semmi sem használt. Egy alkalommal pedig keservesen sírva panaszolta feleségének, hogy belehal, ha nem segítenek rajta hamarosan. A titokba beavatott Bocskai hallgatásra intette a fejedelemasszonyt. Báthory szabadulni akart Mária Krisztiernától, ezért 1597-ben Kővárba száműzte. A fejedelem január közepén Prágába indult, hogy elindítsa a válási procedúrát, és megegyezzen Rudolffal a fejedelmi trónról való lemondása feltételeiben. Az elindulása előtti éjszakán utoljára felkereste feleségét, s hogy mi történt köztük, arról Krisztierna anyjához írott leveléből értesülünk:
Éjjel fél 11-kor jött, s úgy 3 óra körül ment el. Ilyen finoman kedves még sohasem volt hozzám, bár nem sokat beszélt. Bocskainak jelenlétemben megparancsolta, hogy az én tudtom nélkül semmilyen intézkedést az országban ne tegyen. Miután Bocskai elment, arról beszélt, hogy a császár, fenséged és én magam is mennyire megtiszteltük őt, amikor elvállaltam, hogy feleségül megyek hozzá, ebbe a messzi és veszélyes országba, s amikor őt oly szívből szerettem, amit ő nagyon nagyra értékel. Mivel azonban az Isten őt bünteti, ahogy ezt én is tudom, az irántam való szeretetből és az Ausztriai Ház iránti becsülésből ezt az ügyet végleg le akarja zárni. […] Közben mindketten sírtunk. Másnap a nuncius azt mondta, hogy férjem utasította őt, mindent adjanak meg nekem, amit csak kívánok, de ő többé nem akar engem látni.
Amikor a fejedelem lemondott a trónról, a rendek felszólítására 1598. április 18-án felesége átvette az uralmat a fejedelemségben, a valóságban azonban I. Rudolf biztosai kormányoztak helyette. Igazi kötelességtudó Habsburg főhercegnőként igyekezett részt venni a döntésekben, megismerni a gondjaira bízott ország szokásait, kormányzati rendjét. 1598. augusztus 20-án Báthory visszavette trónját, feleségével kibékült, és abban is megállapodtak, hogy testvéri viszonyban, de együtt fognak maradni és élni, s együtt kormányozzák Erdélyt. Báthory önbecsülése azonban mindinkább összeomlott, kapkodott, hol kedvesen közeledett, hol látni sem bírta feleségét, aki eközben Fogarason és Kővárban tengette napjait, várva a végkifejletet. Egyre nagyobb kétségek gyötörték, ezeket édesanyjának írott leveleiből tudjuk, de a korabeli posta lassúsága miatt igen sokára jöttek meg a válaszok. Ezekben a hónapokban egyedül Bocskai volt bizalmas jó barátja, távoli édesanyján kívül vele osztotta meg legbensőbb titkait, és igyekezett az ő tanácsait követni. Báthory végül 1599 márciusában másodszor is lemondott a trónról, unokatestvére, Báthory András bíboros javára.

## Visszatérés Ausztriába
1599 áprilisában Mária Krisztierna, akit időközben Erdélyben nagyon megszerettek kedvessége, a helyi viszonyok megismerésére mutatott igyekezete és barátságos természete miatt, visszatért Ausztriába, anyja grazi udvarába. Sokat bánkódott az Erdélyben történtek miatt, remélte, Báthory egyszer még visszatér hozzá. Végül 1599. augusztus 17-én VIII. Kelemen pápa felbontotta házasságát. 1607-ben a halli jezsuita kolostorba lépett, s annak főnökasszonyaként halt meg 1621. április 6-án, negyvenhat éves korában.